# Државни пут 23
Државни пут 23 је